# Pelikan (företag)

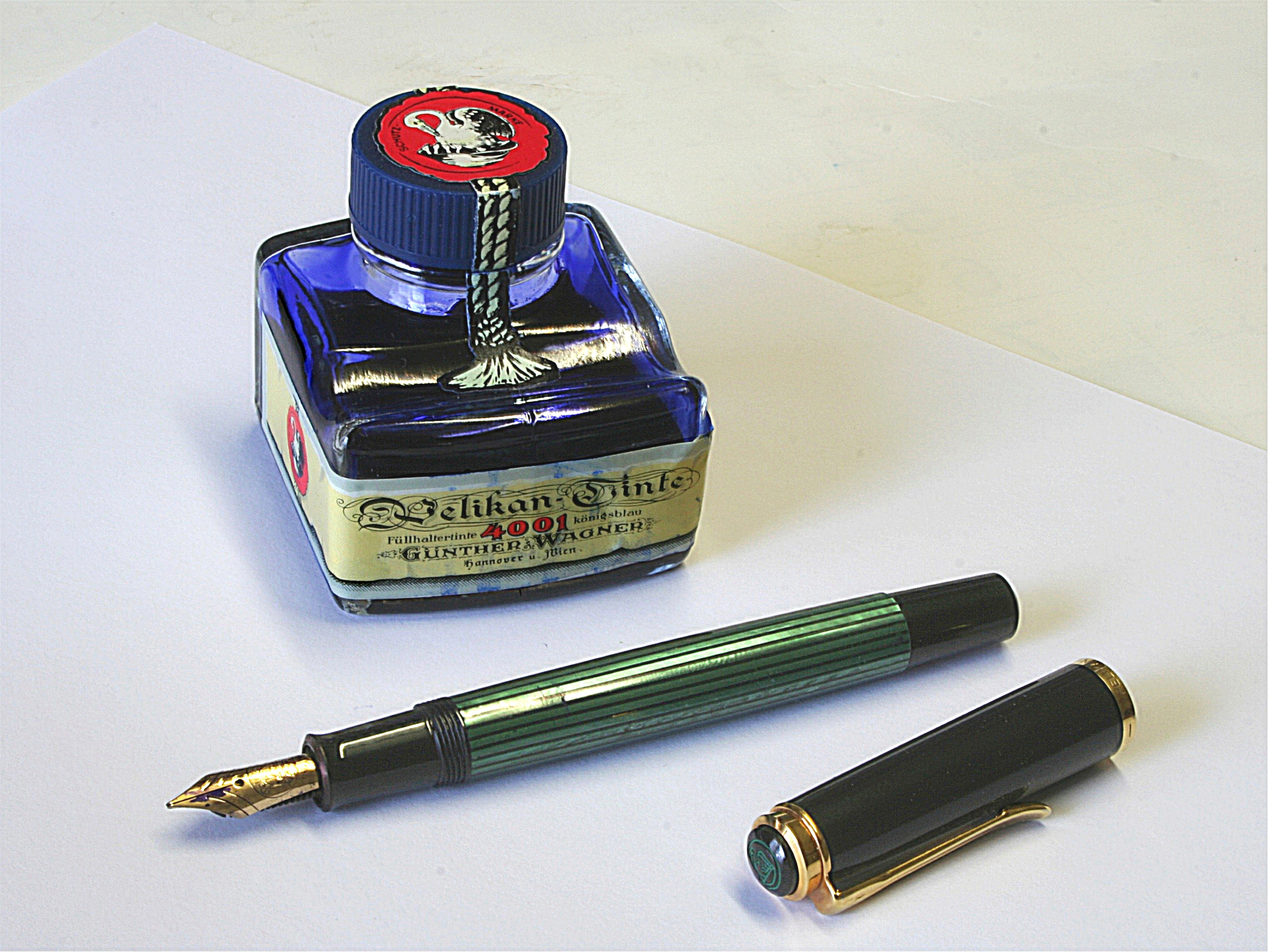
Reservoarpenna (Souverän M400) och bläck från Pelikan.

Pelikan är ett tyskt-schweiziskt företag som tillverkar pennor och annan skrivutrustning.
Pelikan spårar sin historia till Carl Hornemanns färg- och bläckfabrik, grundad 1832 i Hannover. Den första prislistan från företaget är från den 28 april 1838 och företaget anger idag det som datum för företagets grundande. 1863 blev Günther Wagner partner i företaget och tog sedan över det åtta år senare, gav det sitt namn och utökade utbudet till kontorsmaterial. Han lade till namnet "Pelikan" 1878, från en symbol på sitt familjevapen. 
Efter Wagners pensionering togs företaget över av hans svärson Fritz Beindorff som ledde det till att bli en världsledande tillverkare av reservoarpennor. Pelikans första reservoarpenna kom 1929 och var nyskapande med sitt innovativa bläckfyllningssystem. Pelikan öppnade flera fabriker både i och utanför Tyskland. Under 1950-talet lanserades Modell 400 som blev en ikon bland reservoarpennor och kallas sedan 1982 Souverän M 400. Sedan 1982 har Pelikan börjat ge ut flertal nya modeller för vuxna i den högre prisklassen. Pelikan producerade även ett välkänt lim som heter Pelikanol med doft av bittermandel. 1960 lanserade företaget reservoarpennan Pelikano särskilt framtagen för skolbarn. 
Pelikan köpte Rosendahls 1974. Verksamheten i Filipstad lades ned 1995 av Pelikan men ombildades till Rosinco AB. 1978 bytte Pelikan bolagsform från GmbH till aktiebolag. År 1990 tog man över konkurrenten Geha. Sedan 1993 har Pelikan varje år släppt nya Limited Editions. Den nya bläckserien Edelstein är mycket populär och finns i flera färger. 
2014 fusionerade Pelikan med konkurrenten Herlitz AG som hade gått i konkurs. 